# فرانز هورن
فرانز هورن (بالألمانية: Franz Horn)‏ (26 أغسطس 1904 في ألمانيا - 22 سبتمبر 1963) هو لاعب كرة قدم ألماني في مركز الهجوم، شارك في الألعاب الأولمبية الصيفية 1928. وشارك مع منتخب ألمانيا لكرة القدم. أما مع النوادي، فقد لعب مع شفارز فيس إسين ونادي هامبورغ.

## وصلات خارجية
- فرانز هورن على موقع قاعدة بيانات كرة القدم.إي يو (الإنجليزية)
- فرانز هورن على موقع ناشيونال فوتبول تيمز (الإنجليزية)
- فرانز هورن على موقع عالم كرة القدم.نت (الإنجليزية)
- فرانز هورن على موقع أوليمبيديا (الإنجليزية)